# Кучеров, Франц Яковлевич
Франц Яковлевич Кучеров (1909—1972) — лейтенант Рабоче-крестьянской Красной Армии, участник Советско-финской войны, Герой Советского Союза (1940).

## Биография
Франц Кучеров родился 25 ноября 1908 года в Праге. По национальности чех. Окончил неполную среднюю школу. Во время Первой мировой войны остался сиротой и уехал в Россию вместе с солдатами русской армии. Проживал в городе Алчевск Луганской области Украинской ССР, работал на шахте. В 1930 году Кучеров был призван на службу в Рабоче-крестьянскую Красную Армию. В 1938 году он окончил курсы младших лейтенантов. Участвовал в польском походе и советско-финской войне.
К февралю 1940 года младший лейтенант Франц Кучеров командовал взводом 90-го сапёрного батальона 100-й стрелковой дивизии 7-й армии Северо-Западного фронта. В период с 1 по 5 февраля 1940 года взвод Кучерова успешно выполнил особо важное боевое задание командования по подрыву двух финских дотов к юго-востоку от Выборга.
Указом Президиума Верховного Совета СССР от 21 марта 1940 года за «образцовое выполнение боевых заданий командования на фронте борьбы с финской белогвардейщиной и проявленные при этом отвагу и геройство» младший лейтенант Франц Кучеров был удостоен высокого звания Героя Советского Союза с вручением ордена Ленина и медали «Золотая Звезда» за номером 477.
В феврале 1941 года в звании лейтенанта Кучеров был уволен в запас. Во время Великой Отечественной войны он работал на Западной железной дороге. После войны проживал в Бердичеве, руководил городским общепитом. Умер 7 октября 1972 года, похоронен на Старом городском кладбище Бердичева.
Был также награждён рядом медалей.